# Harald Falckenberg
Harald Falckenberg (* 5. Oktober 1943 in Hamburg; † 6. November 2023 ebenda) war ein deutscher Jurist und Unternehmer. Bekannt wurde er als Kunstsammler mit der Sammlung Falckenberg.

## Leben

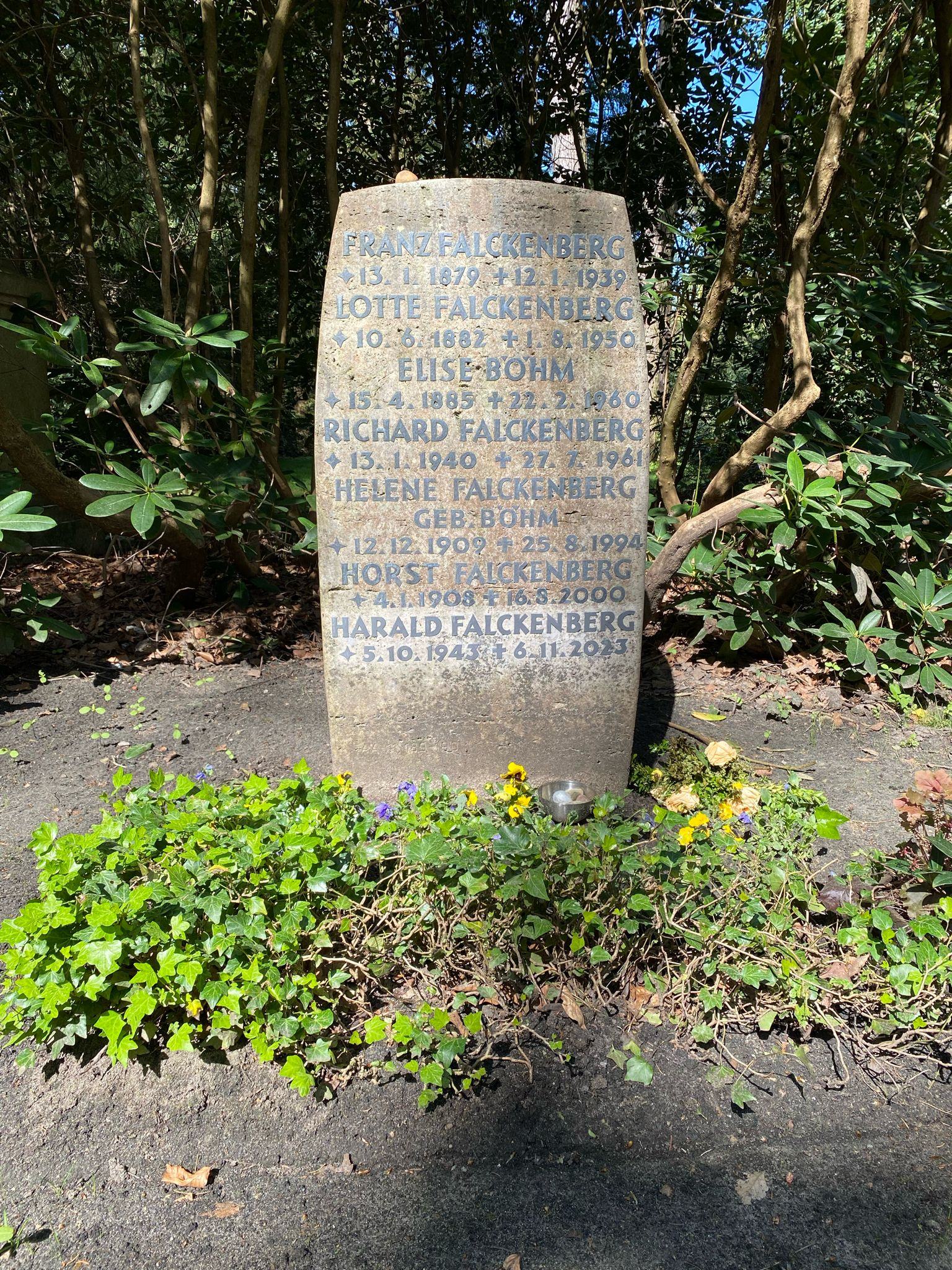
Grabstätte auf dem Friedhof Ohlsdorf

Harald Falckenberg wuchs in seiner Geburtsstadt Hamburg auf, studierte Rechtswissenschaften in Berlin, Freiburg und Hamburg. Nach seinem Referendariat mit Assessorexamen in Hamburg wurde er 1979 an der Universität Hamburg über internationales Versicherungsrecht promoviert. Er war zunächst als wissenschaftlicher Assistent an der Universität Hamburg und der Freien Universität Berlin tätig. Später war er zunächst Geschäftsführer, danach auch als Unternehmer der Gummi Ehlers GmbH Hamburg (heute: Elaflex) tätig und Mitglied des Hamburgischen Verfassungsgerichts.
1999 übernahm Falckenberg den Vorsitz des Kunstvereins in Hamburg. Parallel baute er mit den ersten 50 Kunstwerken ab 1994 seine Sammlung Falckenberg im Pump-Haus in Hamburg-Fuhlsbüttel auf, ab 2001 in den Hamburger Phoenix Hallen, ab 2011 in den Deichtorhallen in Hamburg-Altstadt, die laut der US-Zeitschrift Art news zu den „World’s Top 200 Collectors“ gehört. Die Sammlung Falckenberg zählt heute weltweit zu einer der bedeutendsten Privatsammlungen zeitgenössischer Kunst und umfasst rund 2400 Werke. Seit 2011 war er Aufsichtsratsmitglied der Deichtorhallen Hamburg GmbH. Er war Mäzen der Hamburger Kunsthalle. Zusammen mit dem Juristen und Kunstsammler Hans Jochen Waitz gründete er die F. und W. Stiftung für zeitgenössische Kunst.
Harald Falckenberg wurde 2008 zum „Ehrenprofessor“ für Kunsttheorie an der Hochschule für bildende Künste Hamburg benannt. Er war seit 1997 Mitglied im Freundeskreis der HFBK Hamburg und von 1999 bis 2017 dessen Vorstandsvorsitzender.
Falckenberg war Autor und Verleger verschiedener Werke über das Sammeln, Künstler und den Kunstbetrieb. Bekannt wurde er mit den 2002 und 2007 herausgegebenen Essay-Bände Ziviler Ungehorsam und Aus dem Maschinenraum der Kunst sowie zahlreichen Veröffentlichungen in Feuilletons und Kunstzeitschriften. 2008 übernahm Falckenberg den Verlag Philo Fine Arts.
Harald Falckenberg starb am 6. November 2023 kurz nach seinem 80. Geburtstag in Hamburg. Beigesetzt wurde er in der Familiengrabstätte auf dem Friedhof Ohlsdorf (Planquadrat AA 11).

## Zitate
- „Sammeln ist für mich geistige und emotionale Auseinandersetzung, Traum und Trauma, letztlich ein Stück Selbstverwirklichung im wahrsten Sinne des Wortes“.[3]
- „Das Schöne, Gute und Wahre in der Kunst interessiert mich nicht besonders. Den Künstlern geht es um die Auseinandersetzung mit der Gesellschaft. Und die kann hässlich ausfallen.“[3]

## Ehrungen und Auszeichnungen
- 2009: ART-COLOGNE-Preis[3]
- 2011: Montblanc de la Culture Arts Patronage Award[7]

## Ausstellungen
- 2024: Antikstübchen Nachwort. Villa Schöningen, Potsdam.[8]